# 梅菲爾德 (阿肯色州)
梅菲爾德（英語：Mayfield）是位於美國阿肯色州華盛頓縣的一個非建制地區。該地的面積和人口皆未知。

## 地理
梅菲爾德的座標為36°08′01″N 93°56′39″W / 36.13361°N 93.94417°W，而該地的平均海拔高度為370米（即1210英尺）。